# Gránátos utcai izraelita temető
A Gránátos utcai izraelita temető Budapest egyetlen működő orthodox izraelita temetője.

## Története
A temető 1927-ben nyílt meg, területét a Kozma utcai izraelita temetőből hasították ki. Bejárata a 28-as villamos egykori Gránátos utcai hurokvégállomása előtt állt. Amióta 1995-ben a végállomást felszámolták, a bejárat előtti területet sűrű növényzet nőtte be, melynek gondozását elhanyagolták, egyes részeit pedig egyenesen szemétlerakónak használták. Bejárata a Harangláb (korábban Gránátos) utca ezen szakaszáról nyíló egyetlen, rövid zsákutca, a Csucsor utca végén van.
A temetőt kerítés veszi körül, bejáratánál a sárgára festett három osztatú ravatalozó áll, melyben külön terem szolgál a férfi és a női halottak számára. A szomszédos Kozma utcai temető ravatalozójához képest ez az épület kifejezetten puritán. Előcsarnoka fehérre meszelt, ott egy héber nyelvű tábla látható. Innét lehet bejutni a ravatalozóhoz utólag hozzáépített női, illetve férfi szertartástermekbe, ahol a halottak mosdatását és szakrális felkészítését végzik az ortodox vallási előírásoknak megfelelően, melyeket a látogatóknak is be kell tartaniuk.
A temető legfőbb érdekessége, hogy a temetkezési hagyományok szerint a sírokat nem lehet lefedni, emiatt azok felhantoltak. Befedésük kizárólag neves személyek esetében lehetséges egy sátortetőhöz hasonlító megoldással. Itt nyugszik az Alma utcai szeretetotthon második világháborúban lemészárolt száz bentlakója is, valamint számos neves ortodox (fő)rabbi, illetve vallási vezető, tanár is, mint például Weisz Márton, Schück Jenő, Kohn Mór, Sächter Ármin és Weisz Mátyás.
A temetőnél volt 1995-ig a 28-as,majd a 37-es villamos végállomása. Ennek megszűnte óta a Kozma utca és a Gránátos utca sarkán lévő buszmegállóból lehet tömegközlekedéssel megközelíteni, ahol a 68-as és a 195-ös buszok állnak meg.
Jelenleg a Magyarországi Autonóm Orthodox Izraelita Hitközség gondozásában áll, akik a Mazsihisztől vették át a feladatot 2012-es önállósodásuk után.

## Képtár

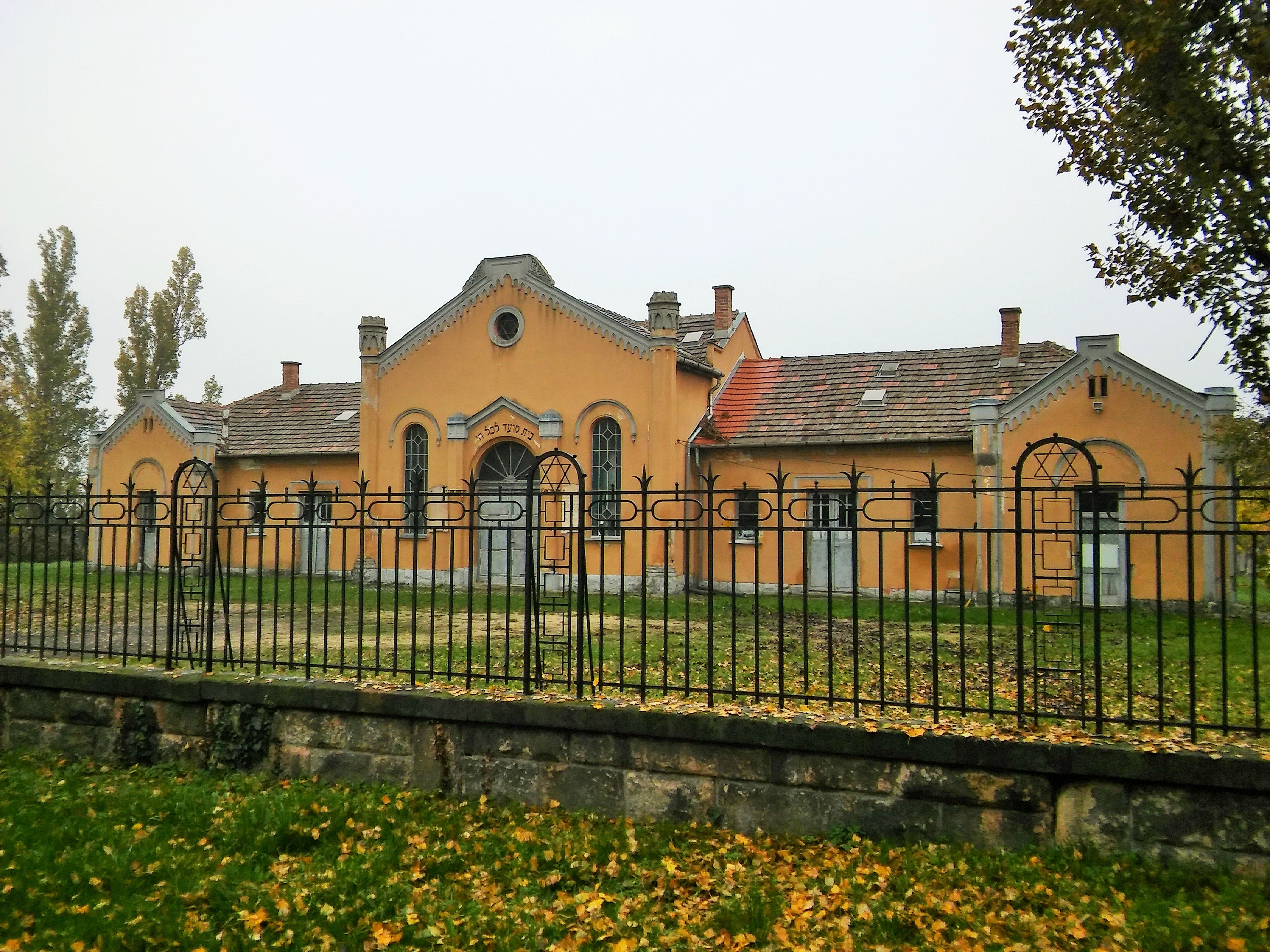
ravatalozó
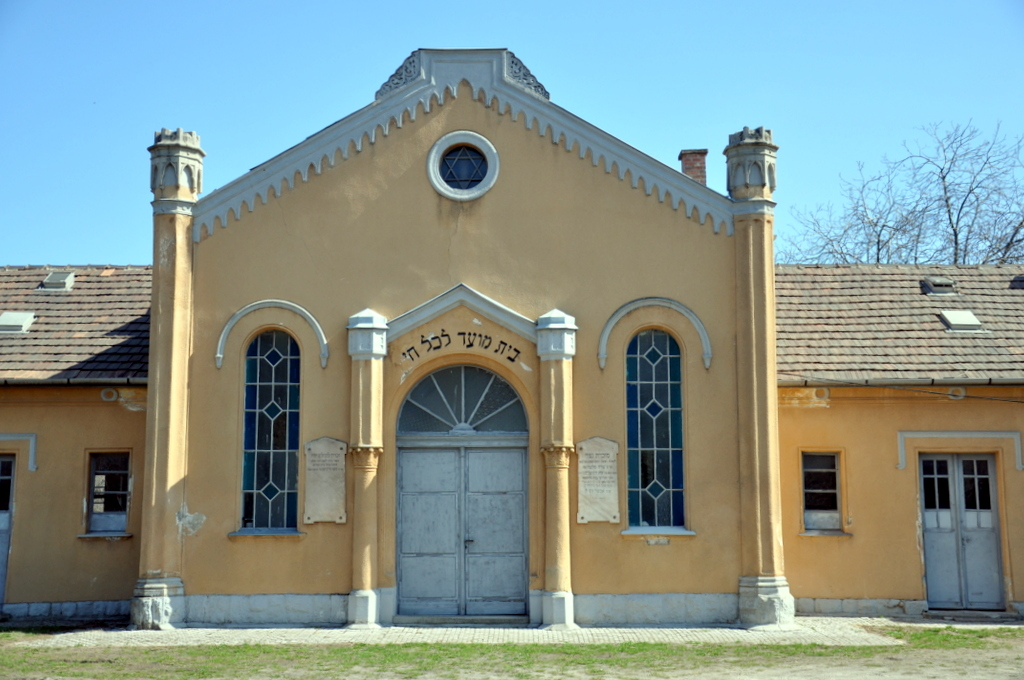
ravatalozó
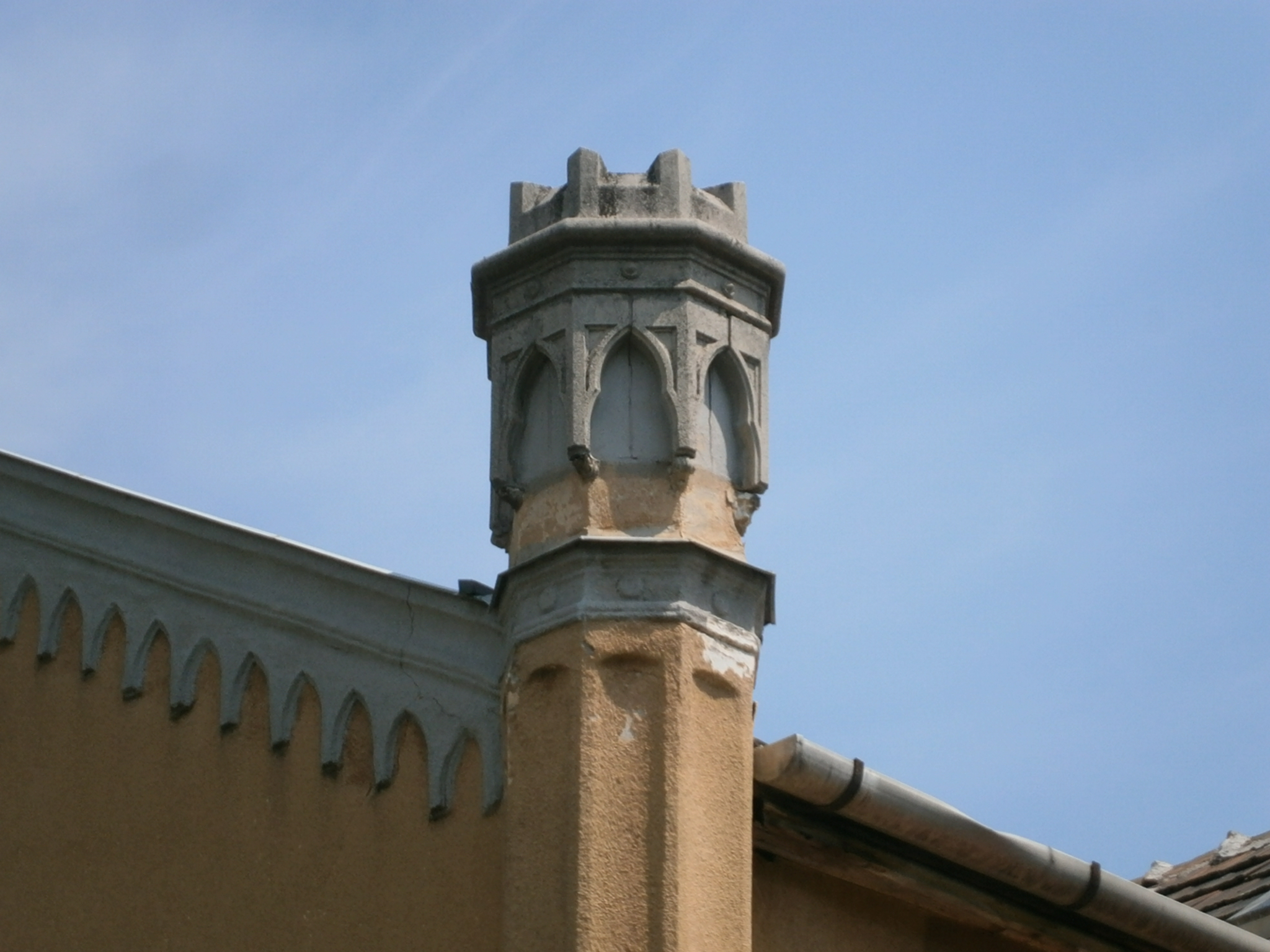
ravatalozó
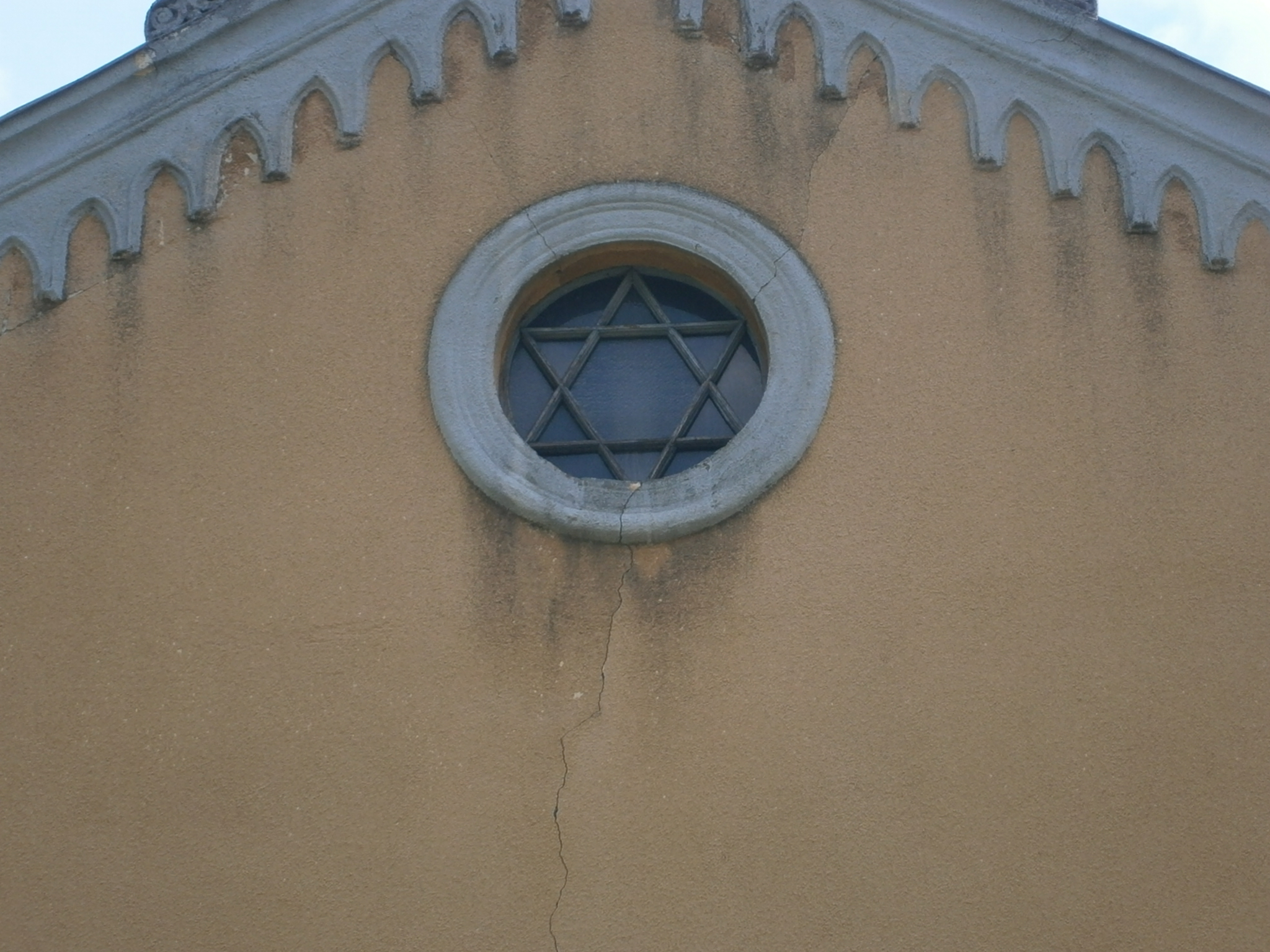
ravatalozó
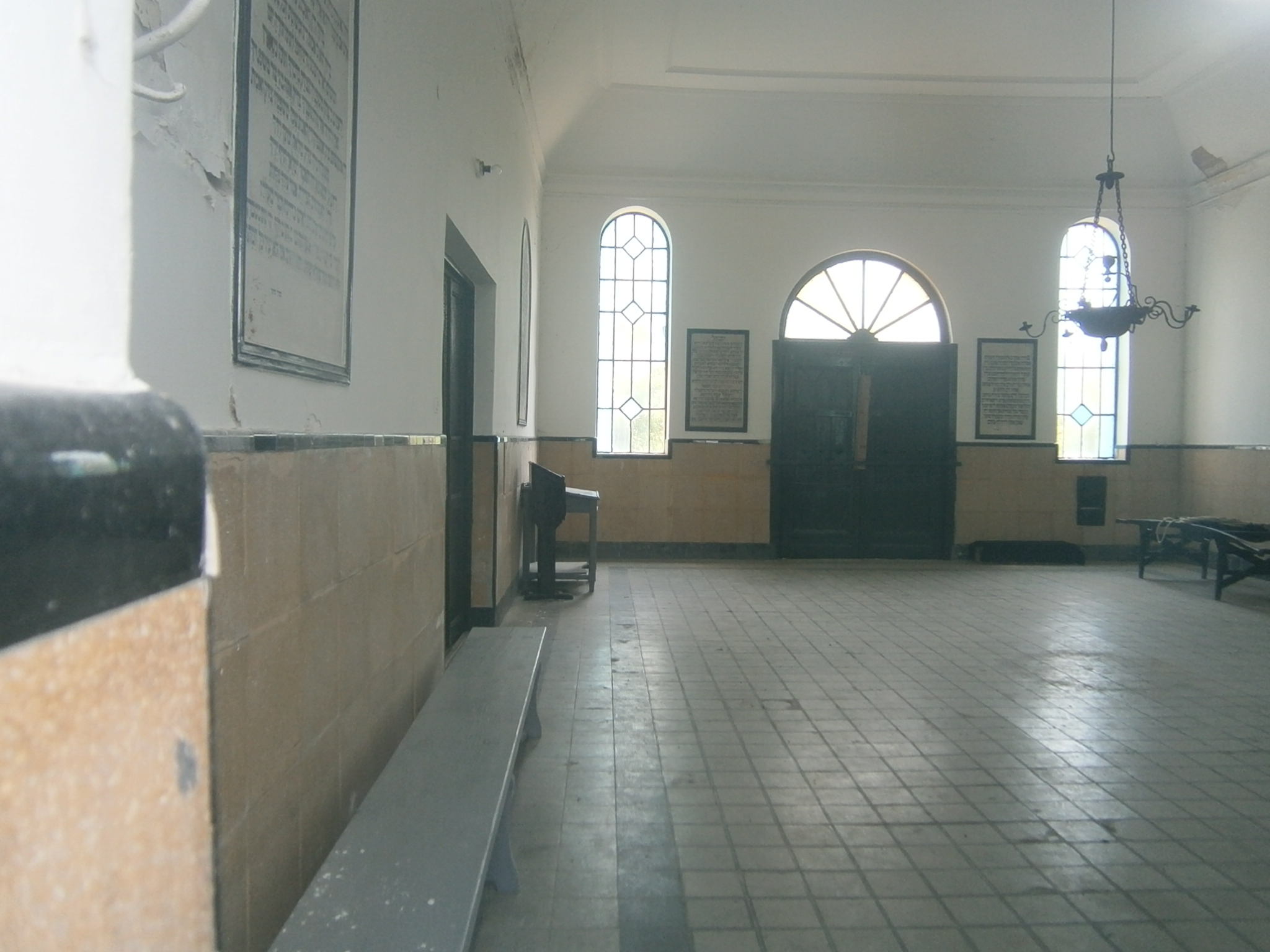
ravatalozó
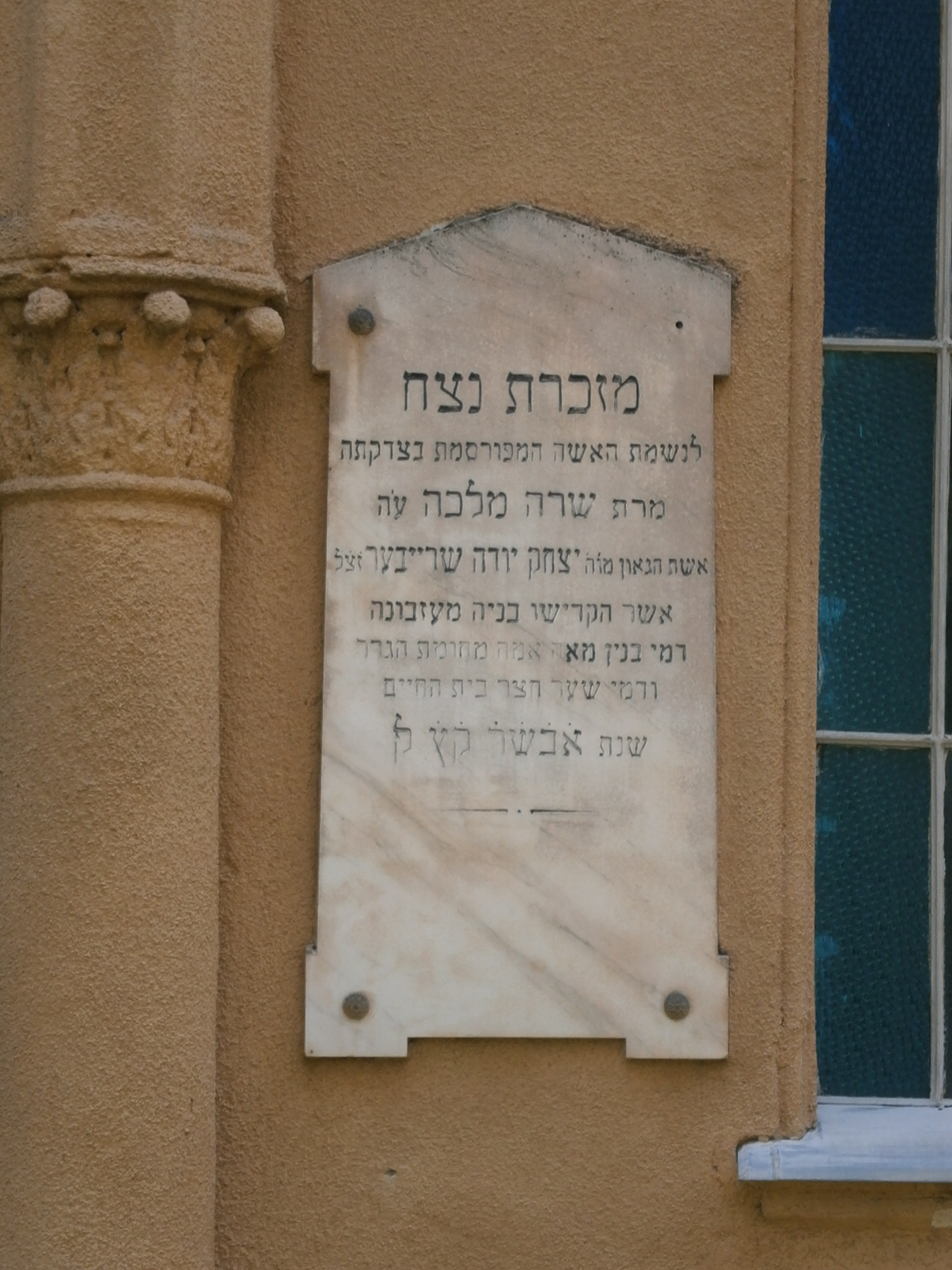
ravatalozó
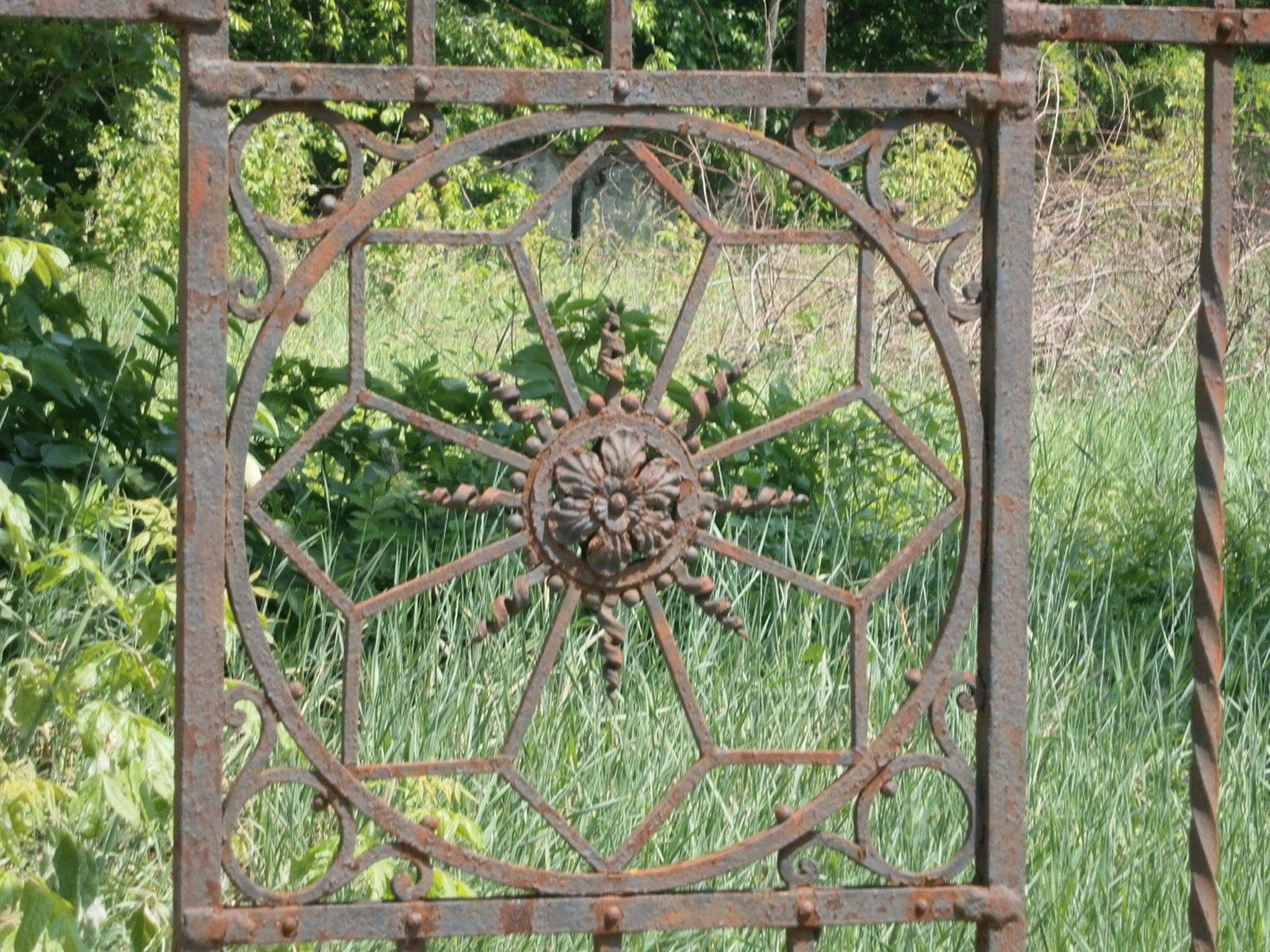
kapudísz
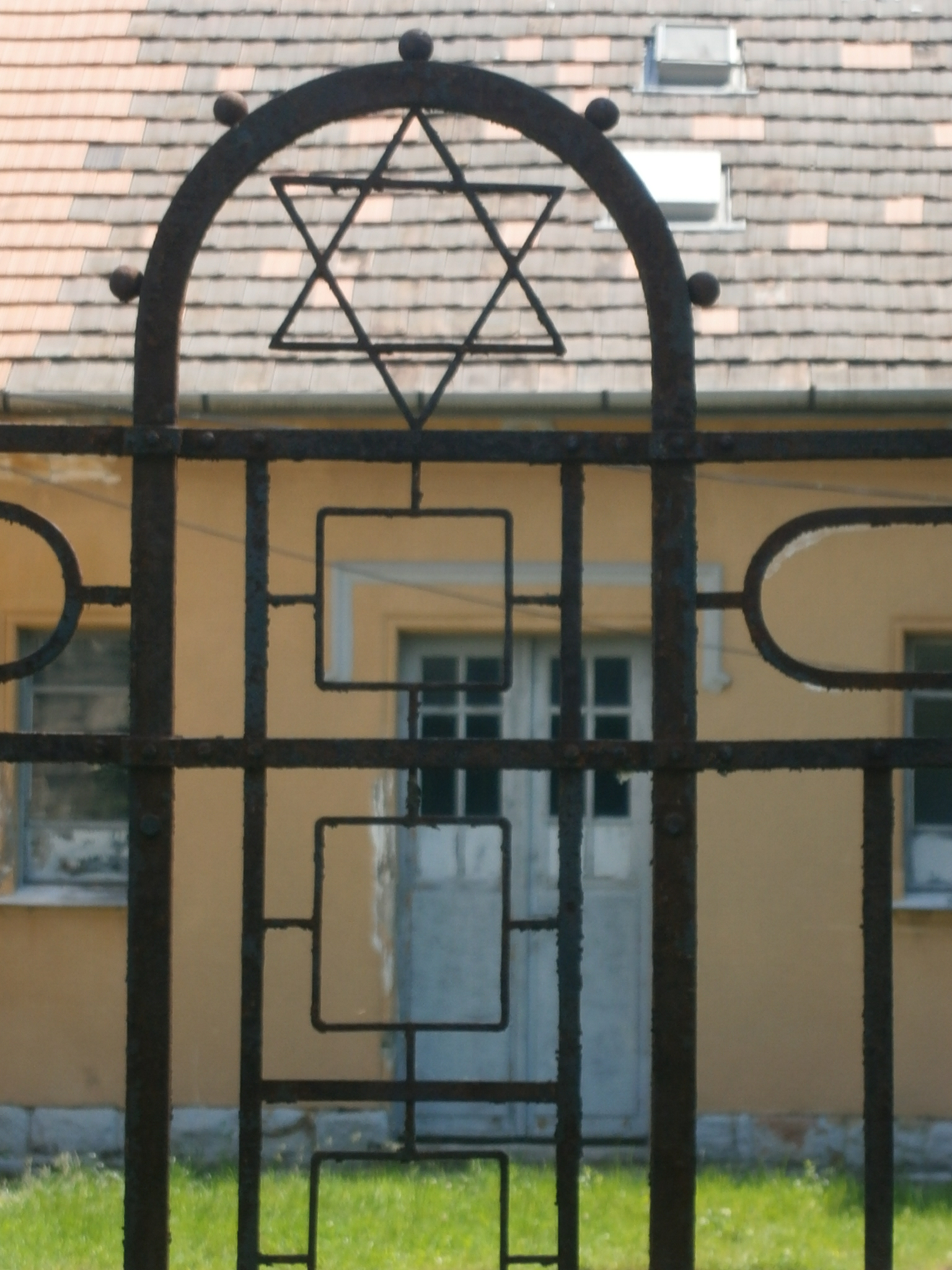
kerítésdísz
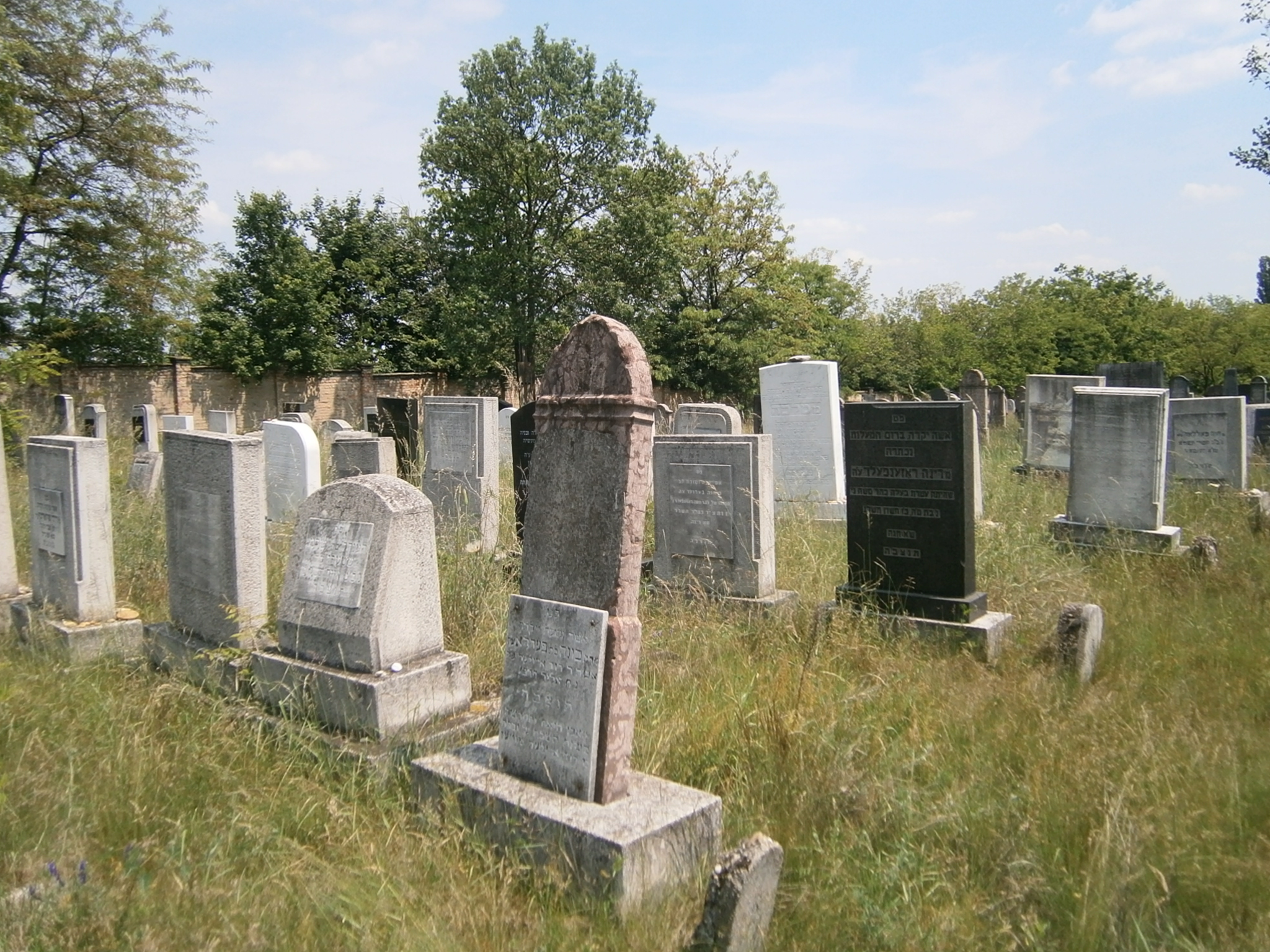
sírok
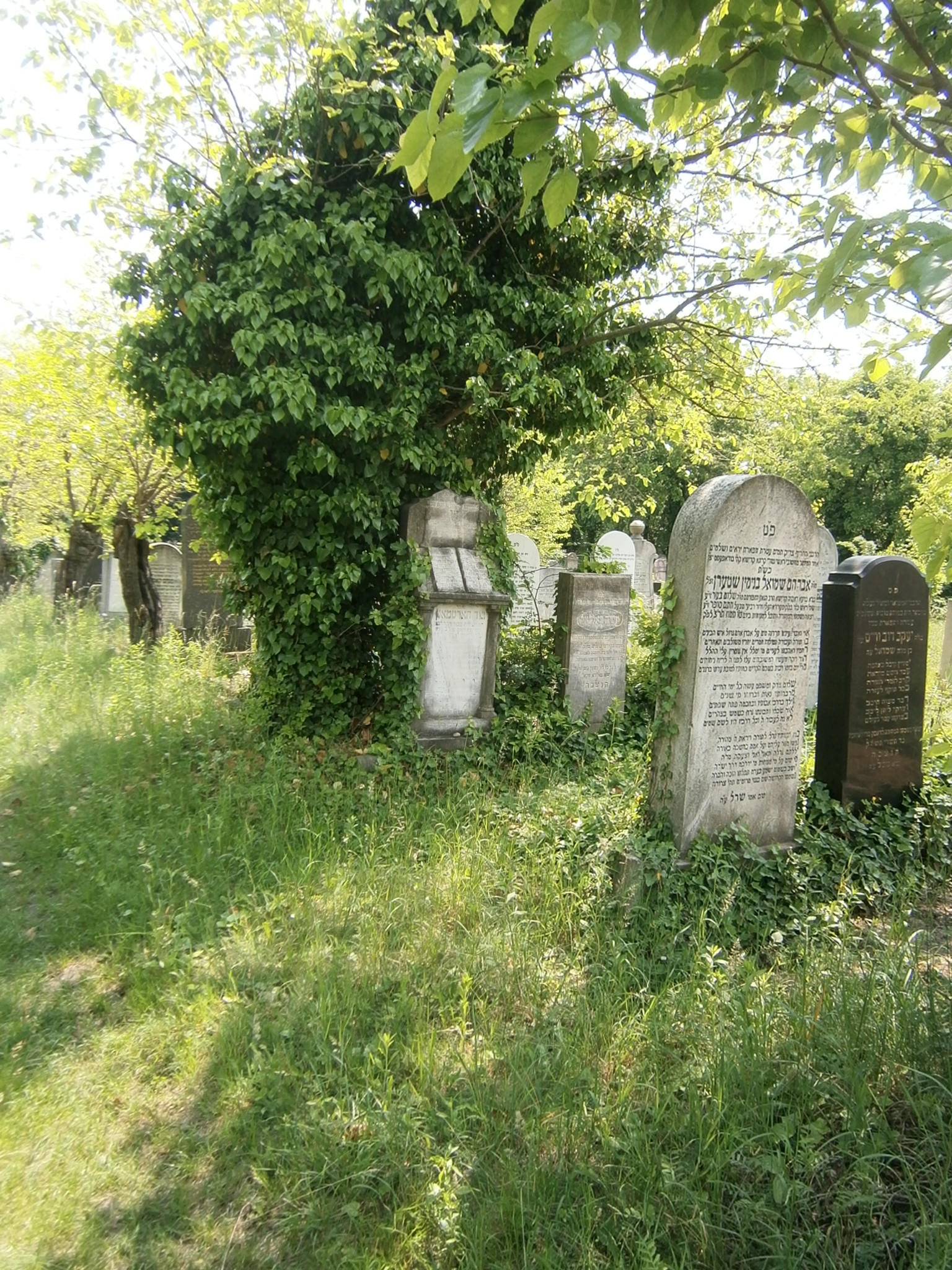
sírok
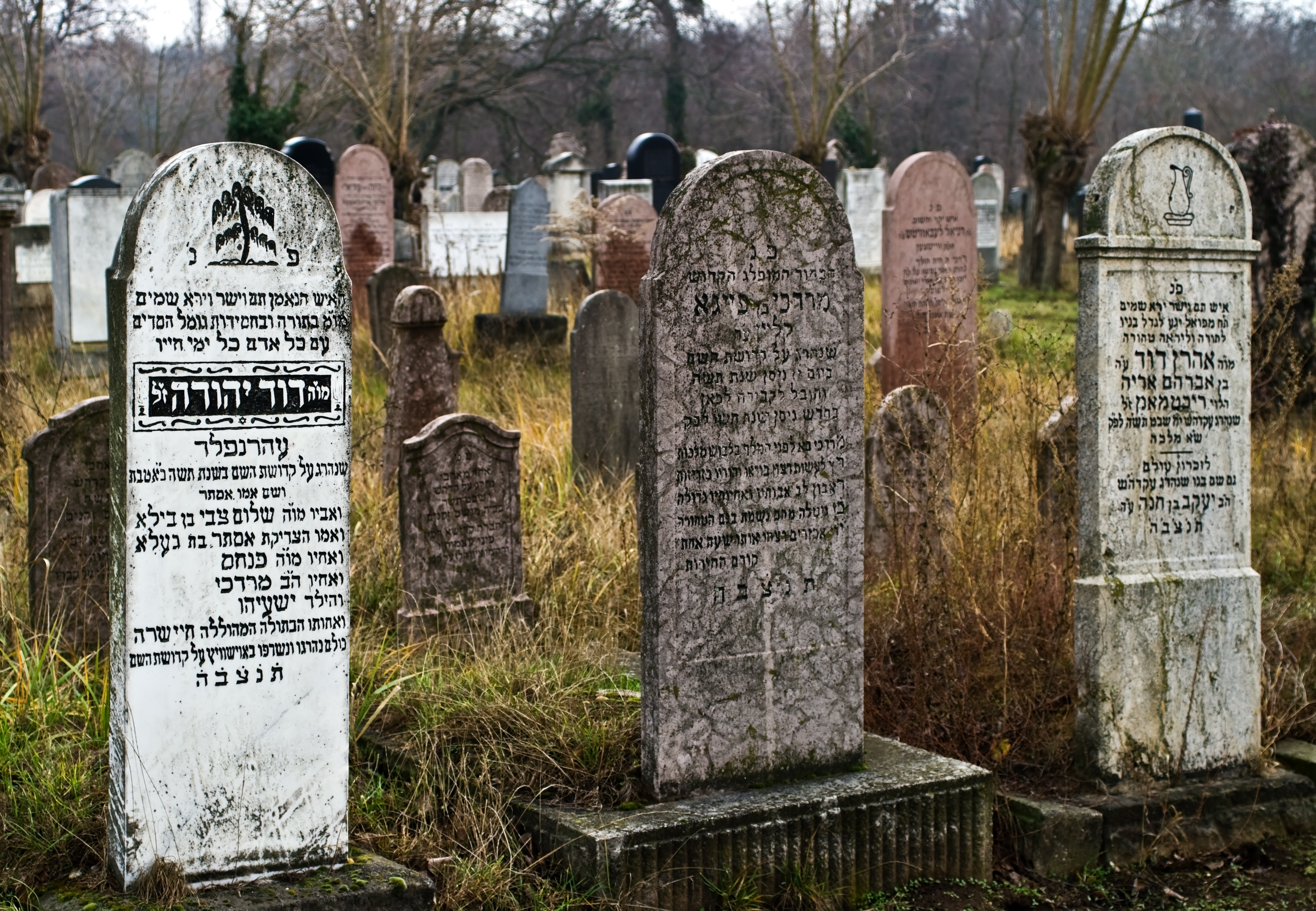
sírok
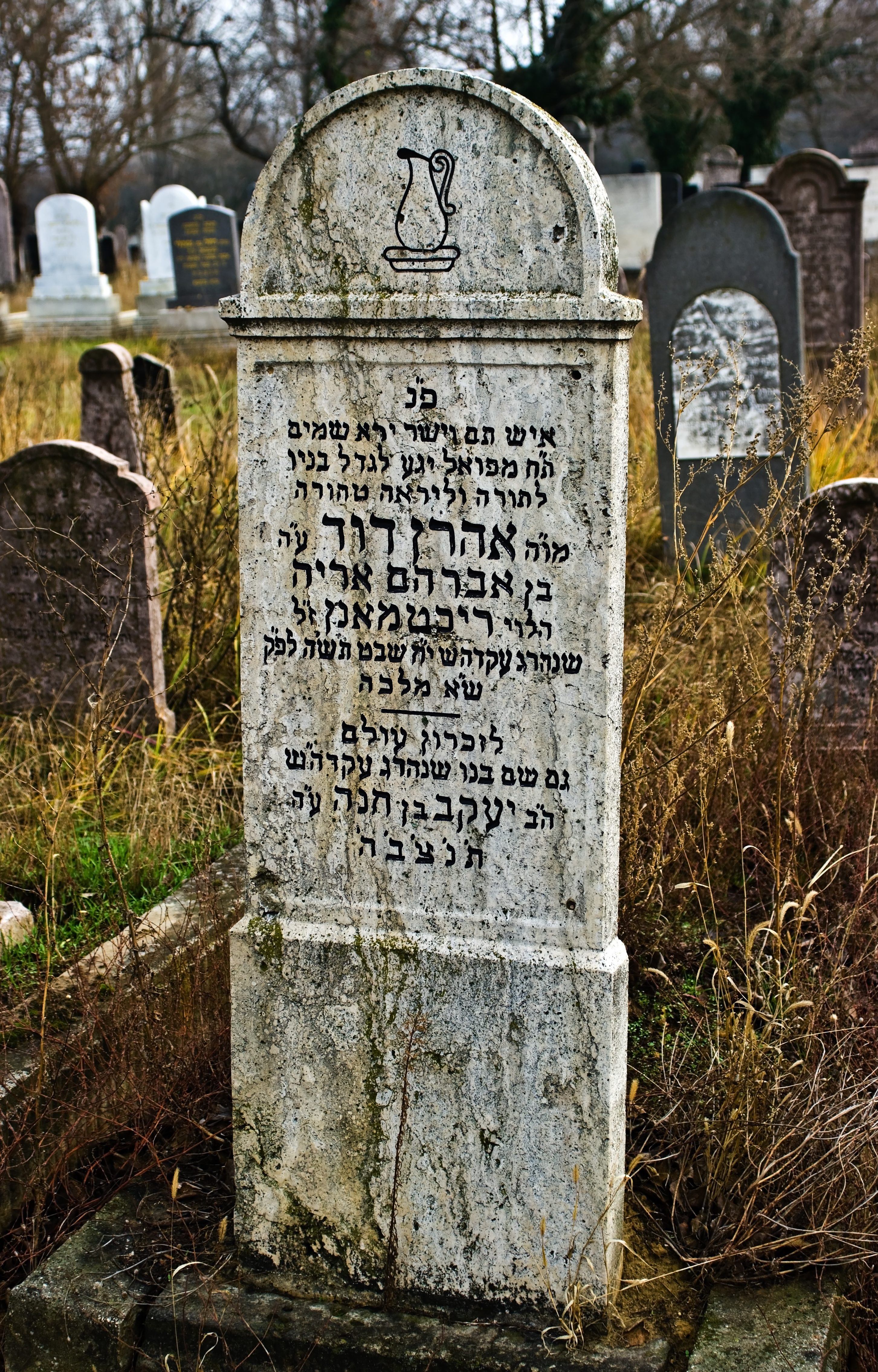
sírok